# هونغوو تونغباو
هونغوو تونغباو (بالصينية المبسطة: 洪武通宝؛ بالصينية التقليدية: 洪武通寶؛ البينيين: Hóngwǔ tōng bǎo؛ بالترجمة الحرفية 'vastly martial circulating treasure') كانت "تسوهو" أول عملة نقدية تحمل اسم إمبراطور سلالة مينغ الحاكم الذي يحمل لقب الإمبراطور هونغوو. حلت عملات هونغوو تونغباو النقدية رسميًا محل عملات دازونغ تونغباو السابقة (بالصينية: 大中通寶) عملات) مع ذلك فإن إنتاج هذه الأخيرة لم يتوقف بعد تقديم هونغوو تونغباو. اعتمدت حكومة أسرة مينغ على العملات النقدية النحاسية بشكل أكبر مما فعلت أسرة يوان، لكن على الرغم من هذا الاعتماد فإن النقص الوطني في النحاس تسبب في توقف إنتاج العملات النقدية هونغوو تونغباو عدة مرات مما أدى في النهاية إلى إيقافها في عام 1393 عندما تخلص منها تمامًا لصالح النقود الورقية. في عام 1393 كان هناك إجمالي 325 فرنًا عاملاً في جميع دور سك العملة الإقليمية في الصين والتي كان إنتاجها السنوي 189,000 سلسلة من العملات النقدية (أو 1,890,000 عملة نقدية سنويًا) وهو ما يمثل 3٪ فقط من متوسط الإنتاج السنوي خلال عهد أسرة سونغ الشمالية.
استمر تصنيع العملات النقدية اليابانية كوبو تسوهو حتى القرن السابع عشر نتيجة للتجارة مع الصين التي تسببت في تداول العملات النقدية في عصر أسرة مينغ في اليابان.

## تاريخ
في عام 1361، أنشأ قسم سك العملة التابع لمجلس الأعمال (寶源局) في ينغ تيان فو (نانجينغ) على يد تشو يوان تشانغ الذي حكم في ذلك الوقت تحت لقب "أمير وو" وأنشأ دار سك العملة قبل طرد أسرة يوان من الصين. في الواقع، كانت العملات النقدية الأولى التي أصدرها تشو يوان تشانغ تحمل نقش "دازونغ تونغباو" (大中通寶) لأنه أراد تسمية بلاده "سلالة تشونغ العظيمة" (大中朝)، وفي النهاية استقر على الاسم " سلالة مينغ العظيمة" (大明朝) واعلن فترة هونغوو وتقديم هونغوو تونغباو (洪武通寶). على الرغم من إصدار العملات الجديدة، فإن داتشونغ تونغباو سيستمر في الصك حيث أن استعادة الصين من المغول ستستغرق عدة سنوات، وأحد الأسباب التي تؤكد أن إنتاج داتشونغ تونغباو استمر حتى فترة هونغوو هو أن عملات داتشونغ تونغباو النقدية التي تحمل علامات دار سك العملة من فوتشو، فوجيان انتجت على الرغم من أن دار سك العملة في فوتشو فتحت أبوابها في عام 1394 فقط، ومن المفترض أن عملات داتشونغ تونغباو النقدية الأخرى التي لا تحتوي على أي علامات دار سك العملة العكسية سُكت إما في دور سك العملة في جيانغشي، شنشي، سيتشوان، أو يونان عندما كانت هذه الدور قيد التشغيل. أنشأ دور سك العملة في مدن ومقاطعات مختلفة بما في ذلك نانجينغ، بيبينغ، خنان، جينان، تشجيانغ، فوجيان، هوبى، قوانغدونغ، وقويلين. ابتداءً من عام 1375، كان لزامًا على كل دار سك عملة إقليمية صينية (寶泉局) أن تضع علامة على الجانب الخلفي لكل عملة نقدية بقيمتها ومكان سكها. في مقاطعة جيانجشي كان هناك 115 فرنًا تعمل لإنتاج العملات النقدية، وفي المقاطعات التي كان النحاس أقل وفرة فيها أمرت الحكومة الناس بتسليم النحاس الخاص بهم لإنتاج العملات النقدية.
بدأ إنتاج عملات هونغوو تونغباو النقدية نفسها في عام 1368، وصب العملات النقدية البرونزية في خمس فئات تضمنت 1 وين (小平)، 2 وين (折二)، 3 وين (折三)، 5 وين (折五)، و10 وين (當十)، مع ذلك في عام 1371 توقف إنتاج عملات هونغوو تونغباو ودازونغ تونغباو النقدية الأكبر حجمًا بسبب حقيقة أن الناس لم يقبلوها بقيمتها الاسمية في السوق. توقف بين عامي 1375 و1376 إنتاج العملات النقدية تمامًا ولكن استأنف لاحقًا، ومع ذلك أجبر النقص الوطني في النحاس حكومة أسرة مينغ على تعليق تصنيع العملات النقدية تمامًا في عام 1387 لمدة عامين، بعد استئناف سك العملات النقدية الصينية في عام 1389 حُددت الأوزان القياسية حيث تزن عملات هونغوو تونغباو النحاسية 1 وين 1 تشيان، 2 وين تزن 2 تشيان، 3 وين تزن 3 تشيان، 5 وين تزن 5 تشيان، و10 وين تزن 1 ليانغ، بينما في عام 1390 زاد وزن عملات هونغوو تونغباو النقدية 1 وين إلى 1.2 تشيان. كما نص القانون رسميًا على أن العملات النقدية هونغوو تونغباو سوف تُصنع من النحاس بنسبة 100% وأن 160 من العملات النقدية بقيمة 1 تشيان سوف تُصنع من جين واحد (斤) من النحاس. علق الإنتاج الكامل للعملات النقدية النحاسية الصينية في عام 1393 عندما أصبح استخدام العملات النحاسية غير قانوني أيضًا لصالح أوراق النقد Da Ming Baochao.
من هذه النقطة لم تنتج حكومة أسرة مينغ أي عملة نحاسية على نطاق واسع حتى سكت عملة يونغلي تونغباو (永樂通寳) للتجارة الخارجية بين عامي 1408 و1410، في حين لم يستأنف إنتاج العملات النقدية النحاسية للتداول المحلي حتى تقديم عملة هونغتشي تونغباو (弘治通寶) في عام 1503 بواسطة دار سك العملة في بكين.

### في اليابان
بدأ في اليابان تداول عدد كبير من العملات النقدية المستوردة من عهد أسرة مينغ (明銭) باسم شيتشوسين (私鋳銭) منذ القرن السادس عشر. في جزيرة كيوشو، أنتجت قرية تُدعى كاجيكي في مقاطعة ساتسوما كمية كبيرة من العملات النقدية بين أواخر القرن السادس عشر وأوائل القرن السابع عشر كانت لساتسوما تجارة نشطة للغاية مع مملكة ريوكيو، حملت هذه التقليدات للعملات النقدية لسلالة مينغ نقش "Kōbu Tsūhō" كانت تحمل حرف كانجي "治" (جي) على ظهرها للإشارة إلى أنها سُكّت في كاجيكي.

## علامات دار السك
قائمة علامات دار السك على عملات هونغوو تونغباو النقدية:
| علامة دار السك        | دار سك العملة                        | صورة |
| --------------------- | ------------------------------------ | ---- |
| 1 وين                 |                                      |      |
| 一錢 (يي تشيان)       |                                      |      |
| 京 (جينغ)             | دار السك نانجينغ                     |      |
| 北平 (بي بينغ)        | دار السكبيبينغ                       |      |
| 鄂 (E)                | دار سك مقاطعة هوبي                   |      |
| 福 (فو)               | دار سك مقاطعة فوجيان                 |      |
| 廣 (غوانغ)            | دار سك مقاطعة غوانغدونغ              |      |
| 桂 (غوي)              | دار سك العملة غويلين, مقاطعة غوانغشي |      |
| 桂一 (غوي يي)         | دار سك العملة غويلين, مقاطعة غوانغشي |      |
| 濟 (Ji)               | دار سك العملة جينان، مقاطعة شاندونغ  |      |
| 豫 (Yu)               | دار سك العملة في مقاطعة هينان        |      |
| 浙 (Zhe)              | دار سك العملة في مقاطعة تشيجيانغ     |      |
| 2 وين                 |                                      |      |
| 二錢 (ار تشيان)       |                                      |      |
| 京 (جينغ)             | دار السك نانجينغ                     |      |
| 北平 (بي بينغ)        | دار السكبيبينغ                       |      |
| 鄂 (E)                | دار سك مقاطعة هوبي                   |      |
| 二福 (Er Fu)          | دار سك مقاطعة فوجيان                 |      |
| 廣二 (Guang Er)       | دار سك مقاطعة غوانغدونغ              |      |
| 桂二 (Gui Er)         | دار سك العملة غويلين, مقاطعة غوانغشي |      |
| 濟 (Ji)               | دار سك العملة جينان، مقاطعة شاندونغ  |      |
| 豫 (Yu)               | دار سك العملة في مقاطعة هينان        |      |
| 浙 (Zhe)              | دار سك العملة في مقاطعة تشيجيانغ     |      |
| 3 وين                 |                                      |      |
| 三 (سان)              |                                      |      |
| 三錢 (سان تشيان)      |                                      |      |
| 京 (جينغ)             | دار سك العملة نانجينغ                |      |
| 北平 (بي بينغ)        | دار سك العملة بيبينغ                 |      |
| 鄂 (E)                | دار سك العملة مقاطعة هوبي            |      |
| 三福 (San Fu)         | دار سك العملة مقاطعة فوجيان          |      |
| 廣三 (غوانغ سان)      | دار سك العملة مقاطعة غوانغدونغ       |      |
| 桂三 (غوي سان)        | دار سك العملة غويلين, مقاطعة غوانغشي |      |
| 濟 (Ji)               | دار سك العملة جينان، مقاطعة شاندونغ  |      |
| 豫 (Yu)               | دار سك العملة في مقاطعة هينان        |      |
| 浙 (Zhe)              | دار سك العملة في مقاطعة تشيجيانغ     |      |
| 5 wén                 |                                      |      |
| 五 (Wu)               |                                      |      |
| 五錢 (Wu Qian)        |                                      |      |
| 京 (Jing)             | دار سك العملة نانجينغ                |      |
| 北平 (Bei Ping)       | دار سك العملة بيبينغ                 |      |
| 鄂 (E)                | دار سك العملة مقاطعة هوبي            |      |
| 五福 (Wu Fu)          | دار سك العملة مقاطعة فوجيان          |      |
| 廣五 (Guang Wu)       | دار سك العملة مقاطعة غوانغدونغ       |      |
| 桂五 (Gui Wu)         | دار سك العملة غويلين, مقاطعة غوانغشي |      |
| 濟 (Ji)               | دار سك العملة جينان، مقاطعة شاندونغ  |      |
| 豫 (Yu)               | دار سك العملة في مقاطعة هينان        |      |
| 浙 (Zhe)              | دار سك العملة في مقاطعة تشيجيانغ     |      |
| 10 wén                |                                      |      |
| 十 (Shi)              |                                      |      |
| 十一兩 (Shi Yi Liang) |                                      |      |
| 京十 (Jing Shi)       | دار سك العملة نانجينغ                |      |
| 北平十 (Bei Ping Shi) | دار سك العملة بيبينغ                 |      |
| 鄂十 (E Shi)          | دار سك العملة مقاطعة هوبي            |      |
| 十福 (Shi Fu)         | دار سك العملة مقاطعة فوجيان          |      |
| 十廣 (Shi Guang)      | دار سك العملة مقاطعة غوانغدونغ       |      |
| 桂十 (Gui Shi)        | دار سك العملة غويلين, مقاطعة غوانغشي |      |
| 濟十 (Ji Shi)         | دار سك العملة جينان، مقاطعة شاندونغ  |      |
| 十豫 (Shi Yu)         | دار سك العملة في مقاطعة هينان        |      |
| 十浙 (Shi Zhe)        | دار سك العملة في مقاطعة تشيجيانغ     |      |

### علامات دار السك اليابانية
| علامة دار السك | إصدار دار السك       | صورة |
| -------------- | -------------------- | ---- |
| 治 (جي)        | كاجيكي, مجال ساتسوما |      |

## سحر هونغوو تونغباو

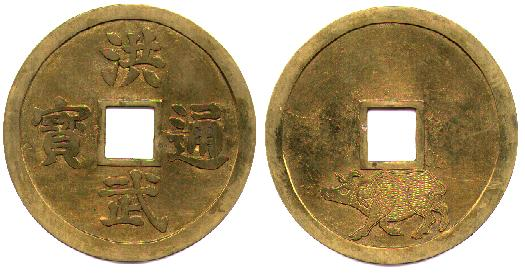
تميمة أو تعويذة هونغ وو تونغباو (洪武通寶) يبلغ قطرها 119 ملم وتصور ثورًا (أو ثورًا) على ظهرها في إشارة إلى الحياة البسيطة لتشو يوان تشانغ قبل أن يصبح إمبراطور هونغ وو.

تعد التمائم الصينية النقدية التي تحمل نقش "هونغوو تونغباو" (洪武通寶) شائعة، إلا أن تلك التي تحمل تصويرًا بيانيًا لحياة تشو يوان تشانغ بدأت في الظهور فقط بعد أن أطاحت ثورة شينهاي بأسرة تشينغ وأنشأت جمهورية الصين في عام 1912، ذلك لأن صب أو حيازة "عملة معدنية" تُظهر حياة إمبراطور صيني خلال الفترة الإمبراطورية كان من شأنه أن يؤدي إلى مواجهة الموت المؤكد تقريبًا. ومع ذلك، مع اختفاء التهديد بالعقاب على تداول هذه التعويذات في عام 1912، أصبحت أكثر شيوعا. السبب وراء شعبية تمائم هونغوو تونغباو بين الجماهير الصينية هو أن هذه التمائم تمثل الأمل في أن أولئك الذين يأتون من بدايات أقل حظًا يكبرون ليصبحوا الإمبراطور، ذلك لأن تشو يوان تشانغ ولد لعائلة فلاحية فقيرة، توفي والداه عندما كان صغيرًا جدًا، وأصبح متسولًا، ثم وجد عملاً كراعٍ للأغنام، انتقل في النهاية للعيش في دير بوذي. عندما رأى الظلم الذي كان الشعب الصيني يعاني منه تحت حكم أسرة يوان، انضم إلى ثورة العمامة الحمراء، ومن خلال قدرته الخاصة تمكن من قيادة التمرد، واستعادة استقلال الصين من الحكم الأجنبي، وتأسيس أسرة مينغ مع نفسه كإمبراطور لها تايزو. ألهمت هذه القصة العديد من عامة الناس للاعتقاد بأنهم وذريتهم يمكن أن يصبحوا ناجحين على الرغم من بداياتهم المتواضعة، ولهذا السبب أصبحت التعويذات والتمائم الصينية التي تحمل نقش "هونغوو تونغباو" شائعة جدًا، وكثير منها عادةً ما يصور جزءًا من القصة المذكورة أعلاه أو القصة بأكملها.

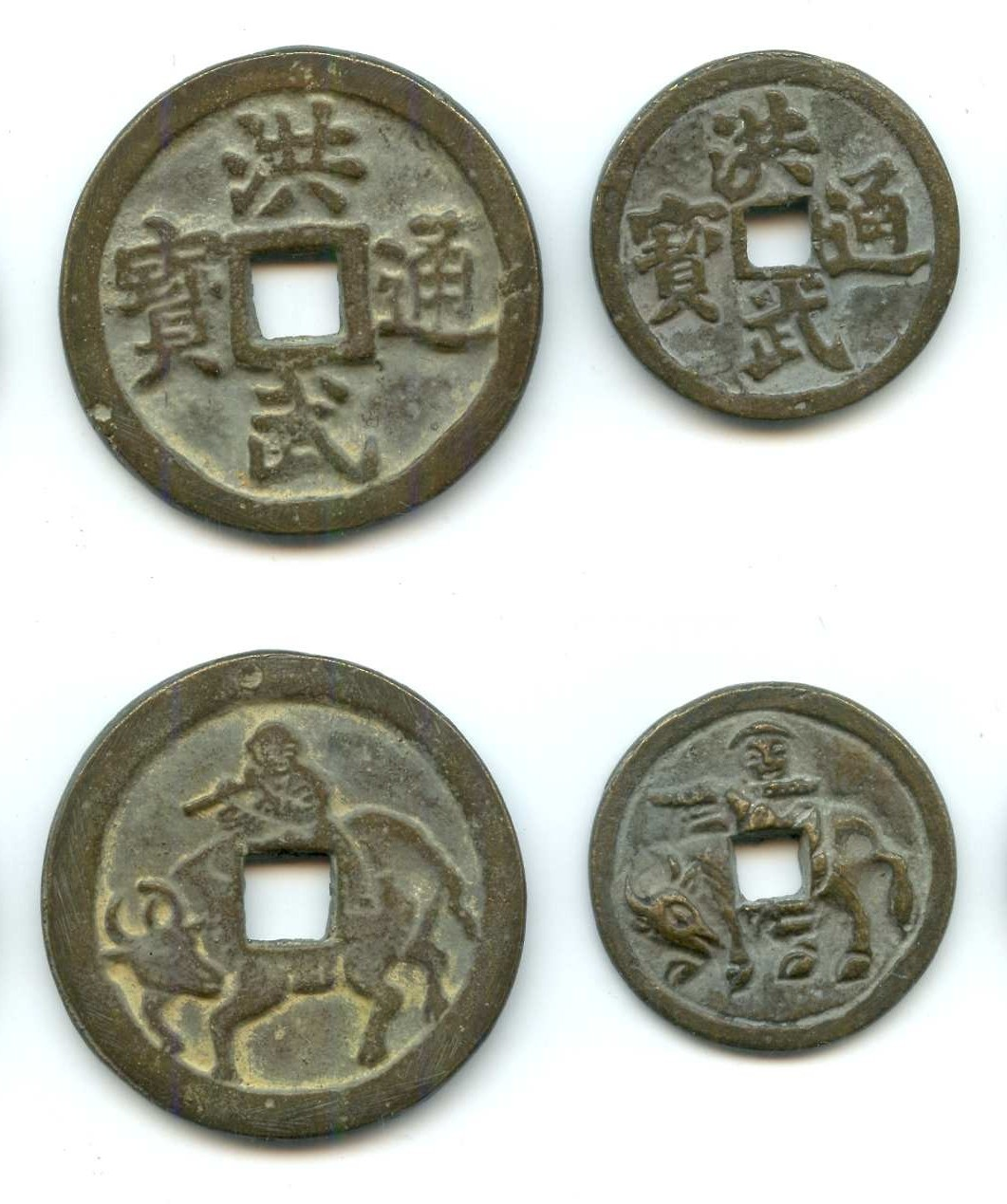
تعويذات هونغو تونغباو تصور صبيًا صغيرًا يعزف على الناي.

عادةً ما تكون هذه التمائم والتمائم هونغوو تونغباو أكبر بكثير من العملات النقدية هونغوو تونغباو الفعلية، على سبيل المثال يبلغ قطرها 69 ملم. ومع ذلك، فإن العديد من هذه التعويذات والتمائم تحتاج إلى أن تكون كبيرة لأنها تصور مشاهد معقدة للغاية من الرمزية على جانبها الخلفي. على سبيل المثال، تحتوي تعويذة هونغوو تونغباو الكبيرة على حمل وثور على جانبها الأيسر يرمز إلى كيف ولد تشو يوان تشانغ في عائلة فقيرة للغاية من الفلاحين، راهب بوذي يجلس على عرش اللوتس فوق الحفرة المركزية المربعة يرمز إلى كيف عاش في دير بوذي في شبابه، بجانب هذا الراهب البوذي توجد رموز بوذية أخرى مثل "السحب الميمونة" (祥雲)، وشجرة بودي، وهي الشجرة التي ادعى غوتاما بوذا أنه وجد التنوير الروحي تحتها. الرمز الآخر الموجود على هذه العملة المعدنية هو حصان يقع على يمين الفتحة المركزية المربعة ويرمز إلى المغول الذين ترتبط ثقافتهم بقوة بالحصان، وأطاحت ثورة أسرة يوان المغولية التي كان تشو يوان تشانغ جزءًا منها. مثال آخر على سحر هونغوو تونغباو بحجم 43 ملم في القطر ووزن 29.2 غرام يصور مشهدًا أقل تفصيلاً حيث يظهر الوجه الخلفي صبيًا صغيرًا يعزف على الناي يمتطي ثورًا أو جاموسًا مائيًا، في هذه الحالة يمثل الصبي الصغير تشو يوان تشانغ (أو الإمبراطور تايزو) في شبابه بينما الناي الذي يعزف عليه هو رمز مرتبط بحياة خالية من الهموم بينما هو أيضًا رمز بوذي وطاوي. في الطاوية يرتبط الناي بالخلود لان كاي هي بينما في البوذية يستخدم في التأمل الذي يشير إلى حياة تشو يوان تشانغ في دير بوذي. في هذه الأثناء، لا تتميز جميع تعويذات هونغوو تونغباو الأكبر حجمًا بمناظر طبيعية أكثر تعقيدًا، حيث يوجد مثال لا يحتوي إلا على ثور أو جاموس مائي على الوجه الخلفي، مما يشير إلى البدايات المتواضعة للإمبراطور الأول من أسرة مينغ.

### الاستشهادات
1. ↑  "Chinese Cast Coins - MING DYNASTY". By Robert Kokotailo (Calgary Coin & Antique Gallery – Chinese Cast Coins). (بالإنجليزية). 2018. Archived from the original on 2025-01-17. Retrieved 2018-08-26.
2. ↑  Hartill 2005، صفحة 241.
3. ↑  "Chinese coins – 中國錢幣". Gary Ashkenazy / גארי אשכנזי (Primaltrek – a journey through Chinese culture) (بالإنجليزية). 16 Nov 2016. Archived from the original on 2025-06-10. Retrieved 2018-08-27.
4. ↑  Cong Hanxiang (從翰香), Xie Hangsheng (謝杭生) (1992). "Zhiqian (制錢)", in Zhongguo da baike quanshu (中國大百科全書), Zhongguo lishi (中國歷史) (بكين/شانغهاي: Zhongguo da baike quanshu chubanshe), Vol. 3, 1535. (in ماندراين الصينية)
5. ↑  Hartill 2005، صفحة 246.
6. ↑  "zhiqian 制錢, standard cash". By Ulrich Theobald (Chinaknowledge). (بالإنجليزية). 25 May 2016. Archived from the original on 2025-01-14. Retrieved 2018-08-27.
7. ↑  Hartill 2005، صفحة 247.
8. ↑  "Bitasen 鐚銭". Dr. Luke Roberts at the Department of History - University of California at Santa Barbara (بالإنجليزية). 24 Oct 2003. Archived from the original on 2019-03-28. Retrieved 2018-08-27.
9. ↑  Hartill 2005، صفحات 242–246.
10. ↑  Chinese Buddhist Encyclopedia Buddhist Symbols. Retrieved: 23 August 2018. نسخة محفوظة 2020-08-08 على موقع واي باك مشين.
11. ↑  "Buddhist Charms - 佛教品壓勝錢 - Buddhism in China". Gary Ashkenazy / גארי אשכנזי (Primaltrek – a journey through Chinese culture). 16 نوفمبر 2016. مؤرشف من الأصل في 2025-06-03. اطلع عليه بتاريخ 2018-08-23.
12. ↑  The Language and Iconography of Chinese Charms - Chapter "Temple coins of the Yuan Dynasty" pp. 149-161. Date: 10 December 2016 Temple Coins of the Yuan Dynasty. Vladimir A. Belyaev, Sergey V. Sidorovich. Retrieved = 23 August 2017. نسخة محفوظة 2023-10-21 على موقع واي باك مشين.
13. ↑  Invaluable - Lot 149: PAIR HONGWU TONGBAO MARK RING-SHAPED COINS - Empire Auction House - May 27, 2017 - Boston, MA, US نسخة محفوظة August 28, 2018, على موقع واي باك مشين.. Retrieved: 27 August 2018.
14. ↑  "Chinese Charms with Coin Inscriptions – 錢文錢。". Gary Ashkenazy / גארי אשכנזי (Primaltrek – a journey through Chinese culture). 16 نوفمبر 2016. مؤرشف من الأصل في 2025-01-22. اطلع عليه بتاريخ 2018-08-23.
15. ↑  Fang, Alex Chengyu - Chinese Charms: Art, Religion and Folk Belief (2008)
16. ↑  Cribb, Joseph - Chinese Coin Shaped Charms (1986).
17. ↑  Sportstune.com – Section 1.81: "Charms with coin inscriptions: Hung Wu T'ung Pao" by John Ferguson. Retrieved: 23 August 2018. نسخة محفوظة 2025-02-25 على موقع واي باك مشين.
18. ↑  Edgar J.Mandel. Metal Charms and Amulets of China.